# Колібрі-вилохвіст сальвадорський
Колі́брі-вилохві́ст сальвадорський (Doricha enicura) — вид серпокрильцеподібних птахів родини колібрієвих (Trochilidae). Мешкає в Мексиці і Центральній Америці.

## Опис

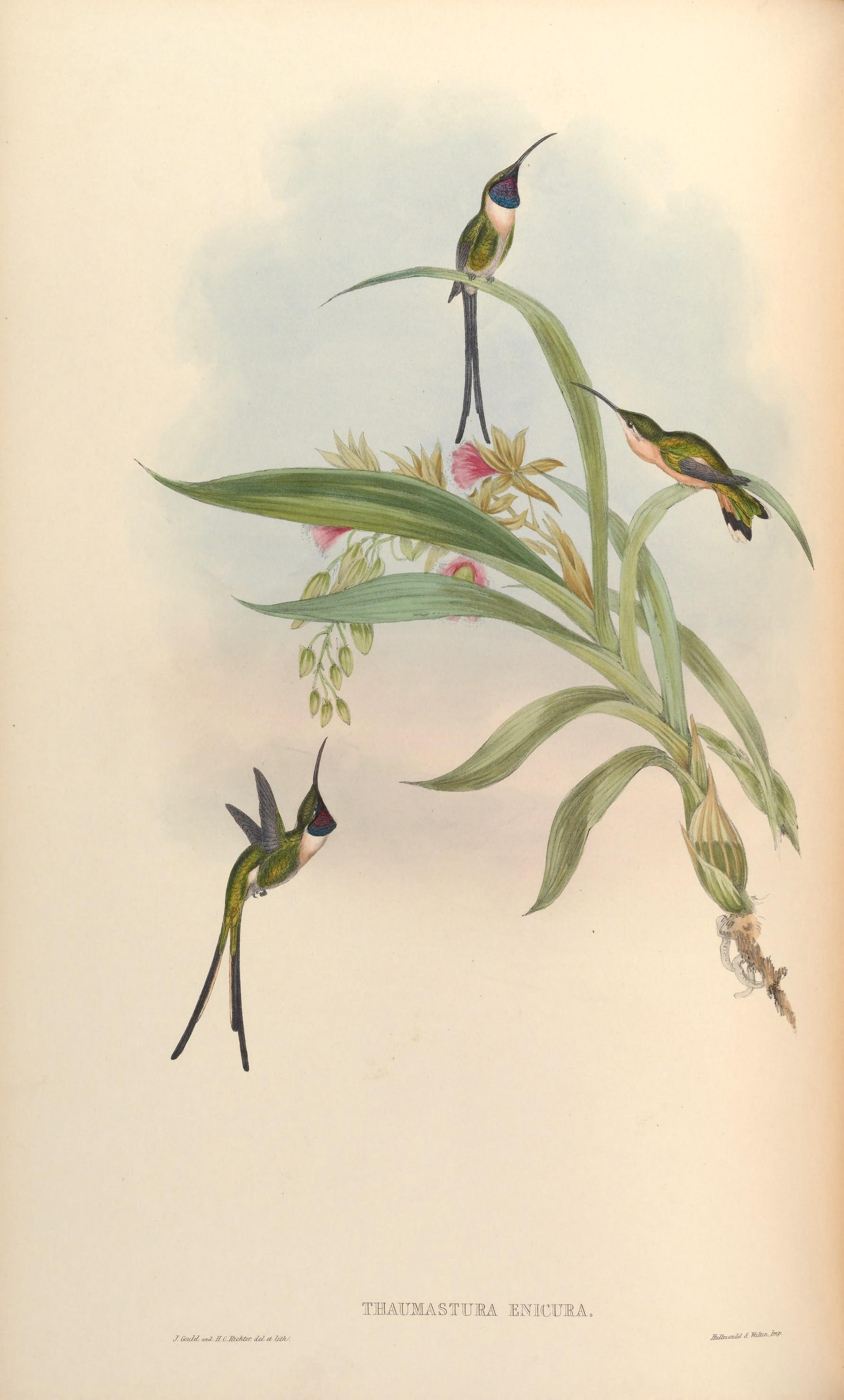
Сальвадорські колібрі-вилохвости

Довжина самців становить 11-12,5 см, враховуючи довгий хвіст, вага 2,3 г. Довжина самиць становить 8-9 см, вага 2,6 г. У самців голова і верхня частина тіла зелені, за очима білі плямки. Підборіддя чорнувате, на горлі рожевувато-фіолетова пляма, груди білі, живіт зелений з білою плямою посередині. Хвіст довгий, глибоко роздвоєний, центральні стернові пера зелені, решта стернових пер чорні. Дзьоб довгий, вигнутий, чорний.
У самиць верхня частина тіла зелена, за очима білі плямки. Нижня частина тіла охриста або коричнювата, на скронях чорні смуги. Хвіст помітно коротший, ніж у самців, центральні стернові пера зелені, крайні стернові пера коричнюваті з широкою чорною смугою на кінці і білуватими кінчиками. Забарвлення молодих птахів є подібне до забарвлення самиць.

## Поширення і екологія
Сальвадорські колібрі-вилохвости мешкають в горах і гірських долинах на півдні Мексики в штаті Чіапас, в Гватемалі, північному Сальвадорі і західному Гондурасі. Вони живуть на узліссях гірських тропічних лісів, в рідколіссях, чагарникових заростях і вторинних заростях. Зустрічаються на висоті від 100 до 3000 м над рівнем моря. Живляться нектаром різноманітних квітучих рослин, який шукають в підліску, нижньому і середньому ярусах лісу, а також дрібними безхребетними. Коли птахи живляться нектаром, то самиці тримають хвіст майже вертикально, а самиці хитають хвостом, розкриваючи і згортаючи його.